# 錫德倫山
46°35′58″N 8°24′27″E / 46.599537°N 8.407636°E

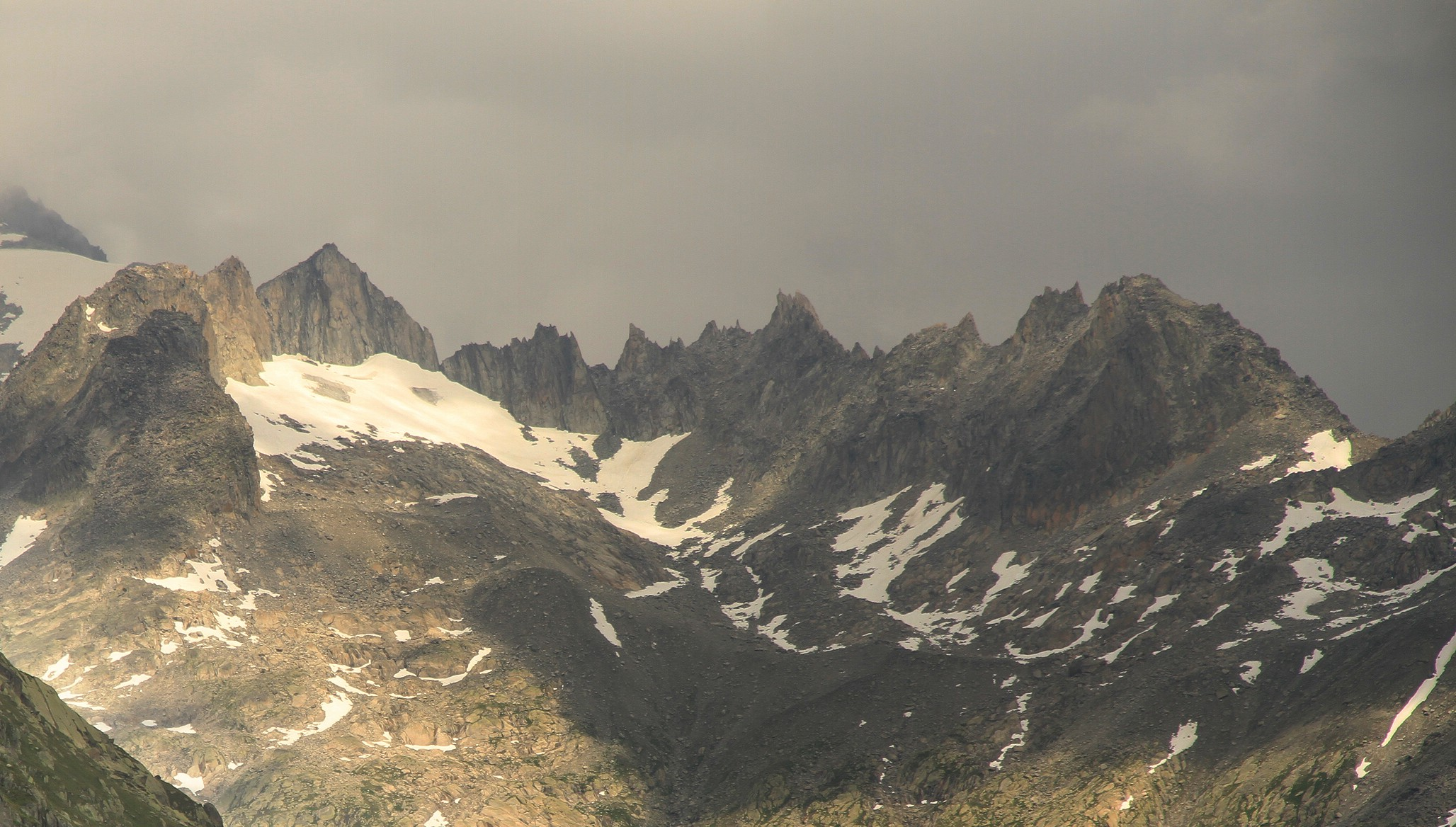

錫德倫山（Sidelenhorn），是瑞士的山峰，位於該國中南部，處於瓦萊州和烏里州接壤的邊界，屬於烏里山的一部分，海拔高度3,217米，人類在1892年9月2日首次登頂。